# Marcin Moniuszko
Marcin Moniuszko – polski lekarz, naukowiec, profesor nauk medycznych. Od 2024 rektor Uniwersytetu Medycznego w Białymstoku.

## Życiorys
Pochodzi z Moniek, gdzie uczęszczał do miejscowego liceum. W 1999 ukończył z wyróżnieniem studia na kierunku lekarskim na Akademii Medycznej w Białymstoku, od roku 2004 pracuje w Klinice Alergologii i Chorób Wewnętrznych, a w roku 2018 został jej kierownikiem. Bezpośrednio po studiach odbył liczne staże naukowe, m.in. przez 3 lata pracował w National Institutes of Health (Bethesda, USA) w zespole kierowanym przez dr Genoveffę Franchini (Animal Models and Retroviral Vaccines Section), gdzie badał mechanizmy zaburzeń immunologicznych zależnych od limfocytów T w przebiegu zakażeń retrowirusowych oraz możliwości zastosowania nowoczesnych terapii immunomodulujących opartych na podawaniu takich cytokin jak IL-7, IL-2 czy IL-15. Po powrocie z USA, w roku 2004 został laureatem Stypendium Fundacji Tygodnika Polityka, a w 2005 stypendium programu Start Fundacji na rzecz Nauki Polskiej. W 2005 pod obronił pracę doktorską „Ocena wpływu podawania interleukiny-7 na fenotyp i funkcję limfocytów T – badania doświadczalne” (promotor: prof. Anna Bodzenta-Łukaszyk) uzyskując stopień naukowy doktora nauk medycznych w zakresie medycyny, specjalność: choroby wewnętrzne. W kolejnych latach opisał szereg nowych funkcji wybranych subpopulacji limfocytów T i monocytów/makrofagów w przebiegu astmy i alergii oraz zidentyfikował nowe immunomodulujące właściwości glikokortykosteroidów wziewnych i systemowych stosowanych w przebiegu tych chorób. W roku 2010 na podstawie dotychczasowych osiągnięć naukowych i złożonej rozprawy „Wpływ przewlekłego alergicznego zapalenia dróg oddechowych i steroidoterapii na fenotyp monocytów/makrofagów i limfocytów T” uzyskał stopień naukowy doktora habilitowanego nauk medycznych w zakresie medycyny. W 2016 otrzymał tytuł naukowy profesora. Posiada specjalizację z chorób wewnętrznych (2009) oraz alergologii (2013).
Od 2012 pełni funkcję kierownika nowo utworzonego Zakładu Medycyny Regeneracyjnej i Immunoregulacji UMB. Wraz z pierwszymi członkami zespołu (dr hab. Andrzej Eljaszewicz, dr hab. Kamil Grubczak, dr Urszula Radzikowska, mgr Paulina Singh, mgr Paula Zembko) oraz zespołami klinicznymi UMB opublikowali cykl prac opisujących rolę komórek macierzystych i progenitorowych takich jak VSELs, HSCs czy EPCs oraz poszczególnych subpopulacji monocytów i limfocytów T i B w patogenezie chorób nowotworowych, alergicznych, autoimmunologicznych, metabolicznych i innych. Ponadto, wraz z zespołem oraz we współpracy z grupami badawczymi z Louisville, USA (zespół prof. Mariusza Ratajczaka) oraz z Heidelbergu, Niemcy (prof. Heike Allgayer, prof. Jochen Utikal, prof. Christian Manegold, dr Lothar Pilz) przeprowadzili szereg badań dotyczących nowych immunologicznych i hormonalnych (m.in. takich jak FSH, LH, estrogeny czy witamina D3) czynników wpływających na mobilizację i proliferację komórek macierzystych, komórek nowotworowych oraz monocytów i limfocytów T. Jest też współautorem licznych prac opisujących rolę zmian profilu genomowego i metabolomowego w patogenezie, przebiegu i odpowiedzi na leczenie szeregu chorób cywilizacyjnych.
Od 2016 był prorektorem do spraw nauki (od 2019 - prorektorem do spraw nauki i rozwoju) Uniwersytetu Medycznego w Białymstoku. 15 marca 2024 został wybrany na rektora Uniwersytetu Medycznego w Białymstoku. 
Jest wiceprezydentem Polskiego Towarzystwa Alergologicznego. 
W 2020 odznaczony Krzyżem Kawalerskim Orderu Odrodzenia Polski.